# Сьверчув (Опольське воєводство)
Сьверчув (пол. Świerczów, нім. Schwirz) — село в Польщі, у гміні Сьверчув Намисловського повіту Опольського воєводства.
Населення — 526 осіб (2011).
У 1975-1998 роках село належало до Опольського воєводства.

## Демографія
Демографічна структура станом на 31 березня 2011 року:
|          | Загалом | Допрацездатний вік | Працездатний вік | Постпрацездатний вік |
| -------- | ------- | ------------------ | ---------------- | -------------------- |
| Чоловіки | 259     | 51                 | 177              | 31                   |
| Жінки    | 267     | 41                 | 159              | 67                   |
| Разом    | 526     | 92                 | 336              | 98                   |